# جب حسن آغا
جب حسن آغا قرية سوريّة تتبع إداريّاً لمحافظة حلب منطقة منبج ناحية أبو قلقل، بلغ تعداد سكانها 852 نسمة حسب التعداد السكاني لعام 2004.